# Espurio Tarpeyo
Espurio Tarpeyo (en latín, Spurius Tarpeius) fue un personaje mitológico/histórico, comandante de la ciudadela romana de la Colina Capitolina cuando reinaba Rómulo y se produjo el rapto de las sabinas.

## Biografía
Espurio Tarpeyo era el padre de la joven vestal Tarpeya, que los sabinos habían sobornado para poder entrar en la ciudadela. A cambio de abrirles la puerta, Tarpeya les había pedido una recompensa en forma de todo "lo que llevaran en sus brazos izquierdos". Pero lo que ella pensaba que iba a poseer, brazaletes de oro de sus brazos, lo que obtuvo a cambio de su traición fue que lanzaron sobre ella los escudos y la aplastaron bajo ellos hasta su muerte. 
El propio Espurio Tarpeyo fue acusado de traición y condenado.
Espurio Tarpeyo es probablemente antepasado de Espurio Tarpeyo Montano Capitolino, cónsul del 454 a. C. uno de los miembros de la gens Tarpeya.